# 王西安
王西安（1944年7月—2024年2月6日—），河南溫縣陳家溝人，是中國武術家，陈式太极拳第十一代十九世传人、国家武术高级教练。與陳小旺、陳正雷、朱天才並稱為「陳家溝四大金剛」。

## 生平
出生于河南省温县陈家沟。1958年，時年14歲他開始隨陳照丕习练太极拳。在王西安擔任陈家沟村的大队民兵营长和党支部副书记的任內，要求陈家沟村的民兵和居民都練習太极拳。1972年陳照丕去世之後，王西安邀請住在北京的陳照奎來陈家沟教拳。
1972年9月，王西安参加在登封举行的河南省武术表演赛，获得最高奖；此後他又陸續參加多場武術比賽。
1983年開始出國授拳。1983年7月訪問日本時因擊敗空手道教练宮井而在日本出名。其弟子建立的組織王西安拳法研究会已在三十多個國家開設分會。《美南新闻》杂志曾稱王西安為“世界太极拳王”。
2006年，成為第一批国家级非物质文化遗产项目太极拳（陈式太极拳）代表性传承人。2009年4月，阿里巴巴集團董事局主席馬雲邀請王西安到他家中教了4天拳，同年10月更正式拜王西安為師。而馬雲的貼身保鑣李天金也是王西安的弟子。2013年，王西安在馬雲和李连杰合開的「太极禅苑」中擔任精武堂堂主。2015年10月，電影《龍之誕生》（2016年上映）的導演喬治·諾爾菲到杭州拜訪王西安；而王西安也在《龍之誕生》中參與演出。

## 著作
撰有《陈式太极拳老架》、《陈式太极拳推手技法》、《陈式太极拳老架技击秘诀》、《陈式太极拳新架一路》、《陈式太极拳新架二路及单刀单剑》等著作。

## 外部連結
- 王西安在豆瓣上的资料（简体中文）
- 王西安在互联网电影资料库（IMDb）上的資料（英文）
- 王西安 中国非物质文化遗产网